# Stockholms Stadshus AB
Stockholms Stadshus AB är ett svenskt förvaltningsbolag som agerar moderbolag för huvuddelen av de verksamheter som Stockholms stad valt att driva i aktiebolagsform. Bolaget ägs helt av staden. Verksamheter som fastigheter, teater, hamnar och vatten- och avloppsförsörjning ingår i koncernen.

## Bolag
Källa: 
- AB Familjebostäder
- AB Stadsholmen
- AB Stockholmshem
- AB Stokab
- AB Svenska Bostäder
- Bostadsförmedlingen i Stockholm AB
- Kulturhuset Stadsteatern AB
- Micasa Fastigheter i Stockholm AB
- Mässfastigheter i Stockholm AB
- S:t Erik Försäkrings AB
- S:t Erik Markutveckling AB
- Skolfastigheter i Stockholm AB, SISAB
- Stockholm Business Region AB
- Stockholm Globe Arena Fastigheter AB
- Stockholm Vatten och Avlopp AB
- Stockholms Hamn AB
- Stockholms Stads Bostadsförmedling AB
- Stockholms stads Parkering AB